# Resolutie 201 Veiligheidsraad Verenigde Naties
Resolutie 201 van de Veiligheidsraad van de Verenigde Naties werd aangenomen op 19 maart 1965. Dat gebeurde unaniem op de 1193e vergadering van de Raad.

## Achtergrond
In 1964 hadden de VN de UNFICYP-vredesmacht op Cyprus gestationeerd na het geweld tussen de twee bevolkingsgroepen op het eiland. Deze was tien jaar later nog steeds aanwezig, toen er opnieuw geweld uitbrak nadat Griekenland een staatsgreep probeerde te plegen en Turkije het noorden van het eiland bezette.

## Inhoud
De Veiligheidsraad merkte op dat de secretaris-generaal in zijn rapport het mandaat van de vredesmacht nog steeds noodzakelijk vond en het met drie maanden wilde verlengen. De Veiligheidsraad merkte ook op dat de regering van Cyprus de VN-vredesmacht noodzakelijk vond, en dat de situatie op Cyprus kalm was, maar dat dit in de toekomst niet met zekerheid zo zou blijven.
De Veiligheidsraad drukte opnieuw zijn diepe waardering uit voor de inzet van de secretaris-generaal bij diens pogingen tot het tot uitvoer brengen van de resoluties 186, 187, 192, 194, 198. De Veiligheidsraad drukte ook zijn waardering uit voor de inzet van de landen die troepen en materiaal ter beschikking hadden gesteld, voor de uitvoering van resolutie 186.
De resoluties 186, 187, 192, 193, 194 en 198 werden bevestigd. Ook werd de consensus bevestigd die was uitgedrukt door de voorzitter van de 1143e vergadering, op 11 augustus 1964.
Alle lidstaten van de Verenigde Naties werden opgeroepen om mee te werken met resolutie 186. Alle betrokken partijen werden opgeroepen om terughoudend te handelen, naar de resoluties van de VN-Veiligheidsraad. De rapporten van de secretaris-generaal werden opgemerkt.
De aanwezigheid van VN-vredestroepen in Cyprus werd verlengd met drie maanden, met als einddatum nu 26 juni 1965.

## Verwante resoluties
- Resolutie 206 Veiligheidsraad Verenigde Naties
- Resolutie 207 Veiligheidsraad Verenigde Naties

Lijst ·  200 ·  201 ·  202 ·  203 ·  204 ·  205 ·  206 ·  207 ·  208 ·  209 ·  210 ·  211 ·  212 ·  213 ·  214 ·  215 ·  216 ·  217 ·  218 ·  219